# Lonesome Day
Lonesome Day  è un singolo del 2002 di Bruce Springsteen. Il tema è lo stesso del singolo precedente, la rinascita dopo una tragedia. La canzone è presente anche negli album The Essential Bruce Springsteen e Greatest Hits.